# Conferència de Constantinoble
 Conferència de Constantinoble  és el nom d'una sèrie de trobades diplomàtics que es van dur a terme a Istanbul, capital de l'Imperi Otomà, entre desembre de 1876 i gener de 1877. Aquesta conferència es va organitzar per tractar d'impedir una imminent guerra entre Rússia i Turquia a conseqüència de la inquietud internacional creada pels greus esdeveniments que estaven tenint lloc en els Balcans.

## Rerefons històric

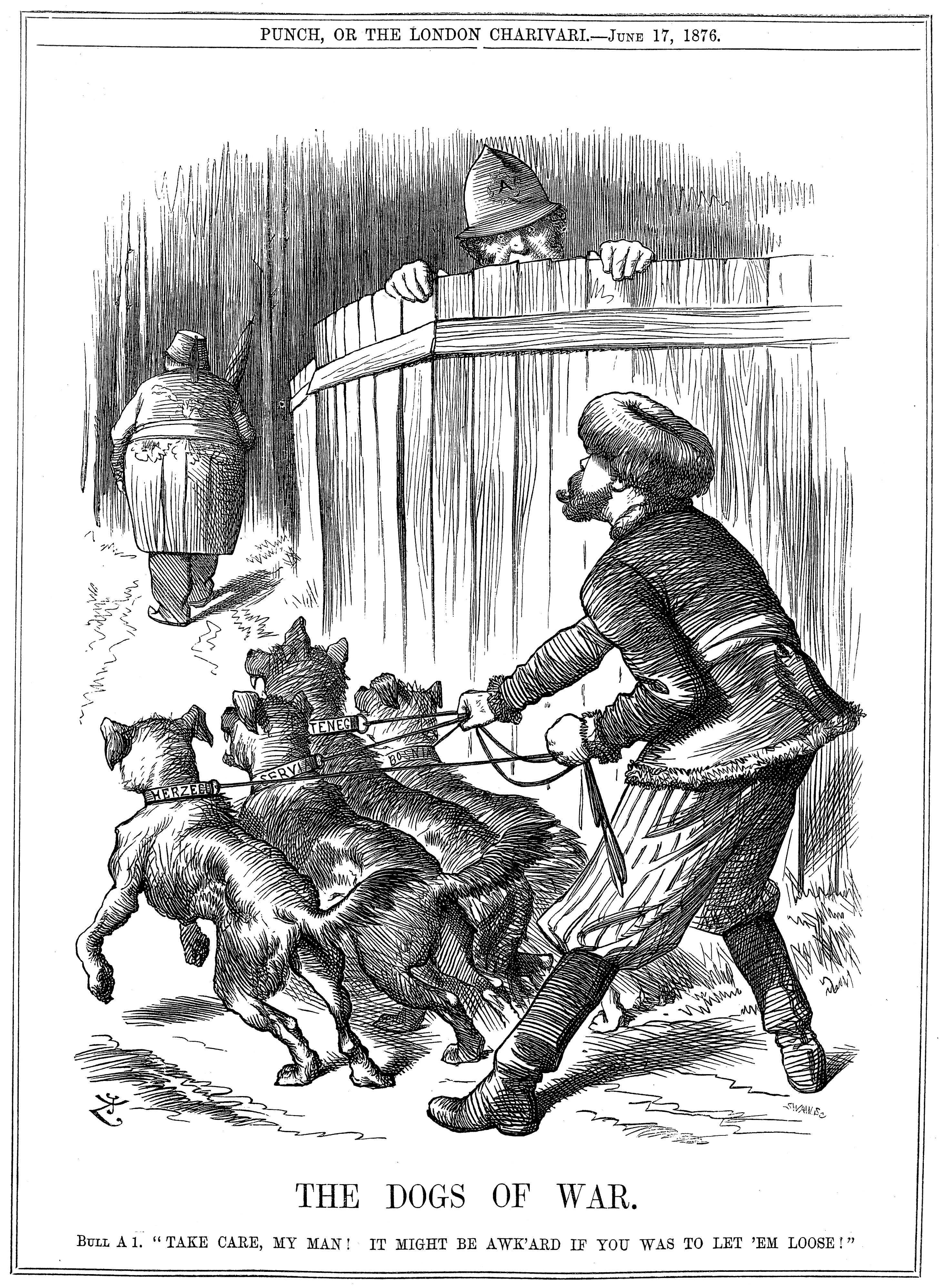
"Els gossos russos de la guerra" (1876). Vinyeta satírica on Rússia subjecta a uns gossos que representen els països balcànics, disposats a atacar Turquia.

### Panorama polític internacional
El segle xix va suposar una contínua decadència de l'Imperi Otomà. Des del final de la Guerra d'independència de Grècia a 1829, la influència turca a Europa havia anat disminuint, una pèrdua de pes polític al que l'activitat de les potències europees per l'oest (Regne Unit, França, Prússia, Imperi austríac) i l'Imperi Rus per l'est havien contribuït en gran manera. A la regió dels Balcans, continu focus de conflictes, Sèrbia era una entitat autònoma semi-independent des 1815, encara que teòricament encara sota administració otomana. Mentrestant, la resta de la regió balcànica era sotmesa a la fèrria autoritat de l'Imperi Otomà davant el progressiu avanç dels moviments nacionalistes.
No obstant, el delicat equilibri de poders a Europa exigia a les potències occidentals mantenir un Imperi Otomà fort com a contrapès a les aspiracions imperialistes de Rússia. Així, el 1854, el Regne Unit i França van donar suport als turcs en la Guerra de Crimea, conflicte que els va enfrontar l'Imperi Rus.
Prova d'aquest progressiu retrocés otomà a Europa, va ser que el 1862 els territoris del Principat de Moldàvia i Valàquia es van separar de l'Imperi Otomà amb el suport de Rússia per a formar el que avui és Romania.
Després de la guerra francoprussiana, esdevinguda entre 1870 i 1871, i amb la derrota del Segon Imperi Francès de Napoleó III, aquest equilibri de poders es va decantar a favor del nou Segon Imperi Alemany de kaiser Guillem I. A més, després d'aquesta guerra i la unificació d'Alemanya com un nou imperi a Europa, s'havia creat la Lliga dels Tres Emperadors, formada per l'emperador alemany Guillem I, l'emperador austrohongarès, Francesc Josep I, i l'emperador rus, Alexandre II. Aquesta Lliga pretenia representar el contrapès conservador a les polítiques liberals i l'auge del socialisme que s'estaven produint en les potències més occidentals: Regne Unit i França.

### Revoltes als Balcans
En aquest complex context històric internacional es van produir el 1875 els aixecaments de Bòsnia i Hercegovina contra la noblesa musulmana local, i el 1876 l'anomenada Revolta d'abril en els territoris de l'actual Bulgària administrats per l'Imperi Otomà. Aquest va reprimir amb una duresa inusitada als rebels búlgars, i tropes irregulars turques (baixi bozuqs) van provocar una enorme mortaldat entre la població civil. La matança de civils búlgars va provocar una enèrgica reacció de l'opinió pública i els governs europeus en contra de l'acció otomana.
La reacció més enèrgica provenir de Rússia. Les intenses protestes que la dura repressió de la Revolta d'abril havia provocat a Europa proporcionar als russos la llargament esperada oportunitat de, amb el pretext de conciliar les diferències i contradiccions entre les grans potències, obtenir un accés al Mar Mediterrani convocant la Conferència de Constantinoble, que es va iniciar el desembre de 1876 a la capital turca. A la conferència van assistir delegats de Rússia, Regne Unit, França, Àustria-Hongria, Alemanya i Itàlia, i se suposava que havia de portar la pau i un acord durador sobre la qüestió búlgara.
El juliol del mateix any, Sèrbia i Montenegro van declarar la guerra a l'Imperi Otomà i, tot i la derrota inicial, el 1877 es van unir a Rússia en la guerra contra Turquia, obtenint Sèrbia el reconeixement internacional com regne independent, una situació que es va mantenir fins al final de la Primera Guerra Mundial a 1918.
Darrere de tot això hi havia l'esmentada pretensió russa d'obtenir una ruta al Mar Mediterrani que evités a la seva flota mercantil i militar haver de passar a través del mar Negre per l'estret dels Dardanels, sota control turc. Rússia podria assolir aquest objectiu si disposés d'una franja de territoris afins d'ètnia eslava que la comuniquessin amb el mar Adriàtic, però aquests territoris romanien sota el domini otomà, i les revoltes dels anys 1875 i 1876 van ser l'excusa esgrimida per Rússia per canviar l'statu quo de tota la regió dels Balcans.

### Crisi en el govern otomà
Les revoltes internes i les tensions internacionals van provocar una intensa convulsió política en el si de l'Imperi Otomà. D'una banda, es trobava el Sultà, Abdulaziz I, que estava obligat a continuar les reformes empreses per modernitzar l'estat otomà (Tanzimat). A elles s'oposava la noblesa turca, que desitjava conservar els seus privilegis enfront de les minories ètniques i religioses. Aquesta resistència estava en l'origen de les tensions nacionalistes, tant en els Balcans com a Armènia.
La successió de revoltes i pèrdues territorials es van materialitzar en un cop d'estat el maig de 1876 que va deposar el Sultà, d'aquesta manera substituït breument per Murat V (maig-agost de 1876) i després per Abdul Hamid II.

## Participants

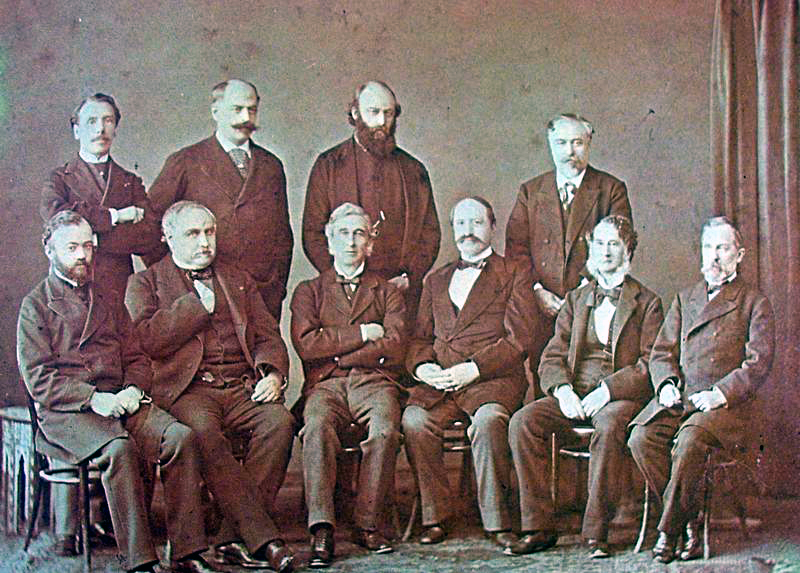
Delegats participants a la Conferència de Constantinoble.

- França: Comte de Chaudordy: Ambaixador plenipotenciari per França. Diplomàtic de carrera i ministre de Negocis Estrangers a París durant el Segon Imperi Francès.[1]
- Regne Unit: Marqués de Salisbury: Ambaixador plenipotenciari pel Regne Unit. Secretari d'Estat i ministre de l'Índia.[1]
- Alemanya: Baron Werther. Ambaixador d'Alemanya. Anteriorment comissionat a Viena i París.[4] (A la imatge donats i segon per la dreta)
- Àustria: Comte Francesc de Zichy. Aristòcrata hongarès. Antic ambaixador austríac a Sant Petersburg.[4]
- Itàlia: Comte de Corti. Ambaixador italià a Constantinoble. Antic enviat del Rei Víctor Manuel II a la cort espanyola d'Amadeu I.[4]
- Turquia: Tot i que els otomans no van prendre part activa en aquesta conferència, si designar representants per a aquelles qüestions en les quals fossin requerits. Aquests representants van ser el Gran Visir Midhat Pasha, el ministre de Negocis Estrangers Savfet Pasha i l'antic ambaixador de Turquia a Berlín, Edhem Pasha.[4]

## Evolució de la Conferència
En un primer moment, les potències occidentals i Rússia van proposar l'ocupació de Bulgària per les seves pròpies forces, com a forma d'acabar amb la duríssima repressió que la «Sublim Porta» estava imposant sobre la seva població. Mentre Occident era partidari de donar temps a Turquia per implementar les reformes del  Tanzimat , Rússia proposava l'ocupació immediata del territori.

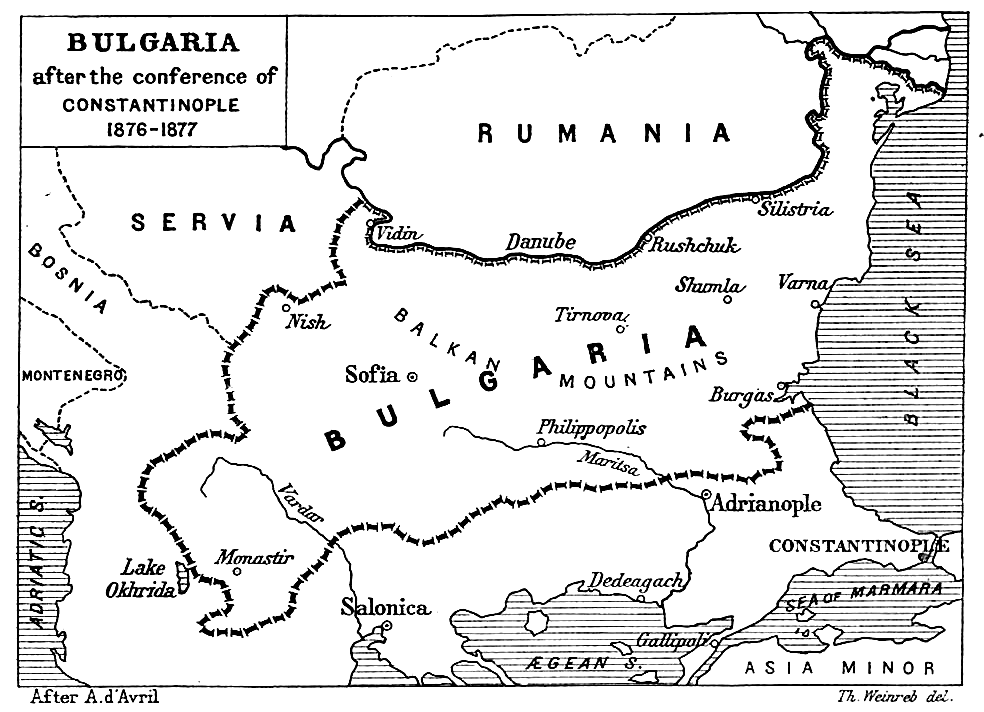
Bulgària després de la Conferència de Constantinoble de 1876-1877.

Rússia va insistir en la inclusió de tots els territoris habitats per búlgars a Macedònia, Mèsia, Tràcia i Dobrudja en el futur estat búlgar, mentre que el Regne Unit, temorós que una gran Bulgària pogués convertir-se en una amenaça per als interessos britànics en els Balcans, preferia un estat búlgar menor, les fronteres quedaran al nord dels Balcans. Els delegats van donar finalment el seu consentiment a una variant de l'acord que excloïa a Macedònia i Tràcia, i negava a Bulgària l'accés al mar Egeu, encara que com a contrapartida, incorporava totes les regions restants de l'Imperi Otomà habitades per búlgars. A última hora, però, els otomans van rebutjar el pla amb el suport secret del Regne Unit.
Abdul Hamid va haver de promulgar el 23 de desembre de 1876 una Constitució redactada en gran manera pel grup Joves Otomans, format per un conjunt d'intel·lectuals i buròcrates de l'Imperi que volien posar en pràctica les mesures democratitzadores del país a través d'una «constitució» que garantís aquests canvis. Amb aquesta constitució, el govern otomà pretenia donar una imatge d'estat de dret, garantint que les diverses ètnies i religions que fins aleshores havien estat sotmeses a la llei islàmica i eren considerades com dhimmi pels governants turcs, gaudirien a partir d'aquest moment dels mateixos drets que els súbdits otomans de religió musulmana. En aquells dies, i a causa de les atrocitats comeses en els Balcans, la imatge del govern turc estava tan deteriorada que cap potència es va prendre seriosament aquesta «aposta democràtica» per part del Sultà Abdul Hamid. Ni tan sols el judici als basi-bozuk per les seves atrocitats a Bulgària va aconseguir convèncer la comunitat internacional del canvi de rumb en la política turca.
El 15 de gener de 1877, les potències representades a la Conferència de Constantinoble van exposar a l'Imperi de Turquia les condicions que havien assegurar la pau a la regió. Encara que les més occidentals van realitzar concessions sobre les seves postures originals, Alemanya es va mantenir ferm en la seva exigència que l'Imperi Otomà abandonés Bulgària i els Balcans. Mentrestant, Rússia acumulava tropes a la frontera amb Turquia a l'espera de la ruptura de les negociacions. Atès que el govern turc va rebutjar l'ultimàtum de retirar dels Balcans, la Conferència es va donar per finalitzada sense arribar a cap acord que pogués permetre una solució pacífica al conflicte.
Finalment, l'abril de 1877, Rússia va declarar la guerra a l'Imperi Otomà, començant la Guerra Russo-Turca. Aquesta guerra es va perllongar fins a 1878 i va concloure amb la derrota de l'Imperi Otomà i les disposicions del Congrés de Berlín i el subseqüent Tractat de Berlín (1878), en virtut del qual Turquia va perdre finalment el control efectiu sobre la regió balcànica.